# エレクトリックバイオレット
エレクトリックバイオレット（Electric violet）とは、菫色やネオンバイオレットに近い色で純色の一種。

## 近似色
- 菫色
- ネオンバイオレット